# Município de Waynesville (condado de Haywood, Carolina do Norte)
Localização da Carolina do Norte nos E.U.A.
O município de Waynesville (em inglês: Waynesville Township) é um localização localizado no  condado de Haywood no estado estadounidense da Carolina do Norte. No ano 2010 tinha uma população de 19.489 habitantes.

## Geografia
O município de Waynesville encontra-se localizado nas coordenadas 35° 29′ 19,37″ N, 83° 00′ 57,5″ O.